# Bert Newton
Albert "Bert" Watson Newton AM, MBE (Melbourne, 23 luglio 1938 – Melbourne, 30 ottobre 2021) è stato un conduttore televisivo e attore australiano.